# یوکاری‌چاریکچی (ایغدیر)
یوکاری‌چاریکچی (به ترکی استانبولی: Yukarıçarıkçı) یک منطقهٔ مسکونی در ترکیه است که در ایغدیر واقع شده‌است. یوکاری‌چاریکچی ۷۴۲ نفر جمعیت دارد و ۸۷۵ متر بالاتر از سطح دریا واقع شده‌است.